# Titoli di testa
I titoli di testa introducono un film, indicando i nomi del cast tecnico e artistico. Durante la breve sequenza si citano le persone che di più hanno collaborato allo sviluppo dell'opera (regista, sceneggiatore, produttori, produttori esecutivi, interpreti ecc...) e talvolta inserendo immagini che possano preludere all'opera rappresentata.
Poiché l'introduzione di un film è molto importante, spesso i titoli di testa sono affidati a registi a parte, specializzati nel campo; ad Hollywood la rappresentazione grafica di questi è divenuta molto importante e richiesta.
Al contrario, nei titoli di coda, inseriti appunto a fine film, vengono indicati tutti i singoli partecipanti alla produzione, e non più solo i principali autori, i luoghi usati per le riprese e se presenti, omaggi ad alcune persone che hanno collaborato.

## Nelle serie televisive
Nelle serie televisive generalmente riportano l'autore della serie televisiva e gli interpreti. La sigla di testa, spesso viene trasmessa dopo i primi minuti dell'episodio. In molte serie televisive i titoli di testa vengono riportati prima o dopo la sigla vera e propria, nel corso dell'episodio.